# Poecilodryas hypoleuca
Poecilodryas hypoleuca là một loài chim trong họ Petroicidae.